# 共產主義者同盟
共產主義者同盟（德語：Bund der Kommunisten）是第一個建立在科學社會主義基础上的國際無產階級秘密革命組織。是無產階級革命政黨的雛型。1847年6月，在倫敦由正義者同盟改組而成。卡爾·馬克思、弗里德里希·恩格斯是它的主要領導人。同盟的綱領是《共產黨宣言》，口號是“全世界无产者，联合起来！”，同盟的目的是要推翻資產階級政權，建立无产阶级专政和共产主义社会，消滅建築在階級對立上的資產階級政權舊社會，建立無產階級，無私有財產的新社會。同盟以民主集中制為組織原則，團結了各國工人，廣泛宣傳科學社會主義。同盟成員積極參加了1848年歐洲革命，因此同盟有可能策劃這次革命。革命失敗後，同盟遭到嚴重破壞。1852年，按照馬克思的提議，同盟宣告解散。

## 组织历史

### 背景
1840年代期间，“共产主义”一词逐渐被广泛使用来描述支持法国大革命时期雅各宾俱乐部左翼的人，这一思潮将自身视为弗朗索瓦-诺埃尔·巴贝夫领导的1796年平等派密谋中体现的的平等主义的继承人。数个年代前出现的巴黎的无套裤汉被视为是巴贝夫支持者的来源——工匠，熟练工和城市失业者——被认为是有潜力成为基于现代机械生产下的新的社会系统的奠基人。
法国思想家埃蒂耶纳·卡贝在1839年出版了《伊加利亚旅行记》，提议用工人合作社代替资本主义生产，革命家路易·奥古斯特·布朗基主张由精英将占社会绝大多数的平民组织起来对抗“有钱人”，通过政变来推翻政府，建立新的平等主义经济体制。
由卡尔·沙佩尔领导的一群位于巴黎的德国人，以秘密结社的形式成立一个团体，也就是正义者同盟，参与了试图建立“社会主义共和国”的巴黎1839年5月起义。随着起义的失败，同盟将总部转移到伦敦，同时维持在苏黎世和巴黎的组织。
此时在诸多欧洲君主制国家，革命即将发生。

### 共产主义者同盟的建立
1846年，卡尔·马克思和他的挚友弗里德里希·恩格斯在布鲁塞尔成立了囊括一群激进的德国移民的政治组织，被称为共产主义通讯委员会，也为德语报章布鲁塞尔德国报撰稿。在这个组织中的另一个重要人物是威廉·沃尔夫，一位得到西里西亚农民支持的有才华的激进作家，为了反抗普鲁士专制而被迫移民。
布鲁塞尔通讯委员会在伦敦和巴黎也有分会，聚集了当地的一群激进的德国人。这些委员会彼此间的联系并不深，参与者之间的嫉妒和意识形态冲突使组织难以成为运作有效的政治组织。
1847年1月晚，正义者同盟提出和共产主义通讯委员会建立统一组织，这些分散的德国人共产主义组织逐渐团结到一起。1月20日沙佩尔寄给马克思的信中要求马克思在计划的伦敦会议中加入同盟，并承诺会按此前马克思和恩格斯所要求的提出一系列新的原则。马克思和恩格斯都被说服，随后带领委员会的成员加入同盟。
1847年6月2日-9日，伦敦会议召开，正义者同盟采纳了新的党章，正式更名为“共产主义者同盟”。恩格斯出席了这一次会议，说服同盟将口号更改为马克思的口号：全世界无产者，联合起来！。共产主义者同盟的基础组织是“支部”，支部的组成至少三人至多二十人。支部则组成“区部”和“总区部”，向由同盟代表大会选出的中央委员会报告工作。
其中，马克思去除了一切被他称为“秘密结社仪式’的“迷信威权主义”。这一次伦敦会议被视为共产主义者同盟第一次代表大会。
1847年11月29日-12月8日间，共产主义者同盟在伦敦苏活召开第二次代表大会，审查并批准章程，明确规定同盟的目的是：推翻资产阶级，建立无产阶级统治，消灭旧的以阶级对立为基础的资产阶级社会和建立无阶级、无私有制的新社会。马克思和恩格斯都出席了这一次会议，他们受同盟委托起草组织宣言，这一宣言后来被称为共产党宣言。
1848年革命期间，尽管同盟暂时抛弃了她秘密组织的性质，她依然无法良好运作。德国盟员成立了工人兄弟会，成为了当地最有影响力的革命组织。在革命期间马克思主编了《新莱茵报》，恩格斯则作为奥古斯特·维利希的侍从官参战了反抗普鲁士的巴登革命。
1849年晚，共产主义者同盟重新聚集，并于1850年出版《新莱茵报评论》。但到了年尾，由于主编者之间的争论，《新莱茵报评论》逐渐停刊。维利希和沙佩尔主张继续参加革命，马克思和恩格斯则主张建立国际工人组织。这使同盟陷入分裂，维利希-沙佩尔团体迁移到法国。
1850年，德国首席间谍威廉·施蒂贝尔从维利希-沙佩尔团体成员迪茨处盗取了同盟成员的登记，迪茨此前被派往法国和意志几个邦国。这使一些同盟成员被逮捕。1852年11月，科隆共产党人审判后，共产主义者同盟宣告解散。几个月后，维利希-沙佩尔团体也宣告解散。